# Еріх Пітчонка
Еріх Пітчонка (нім. Erich Pietzonka; нар. 4 жовтня 1906, Оппельн — пом. 18 грудня 1989, Бад-Зассендорф) — німецький офіцер, оберст повітрянодесантних військ Вермахту. За часів Другої світової війни командував парашутно-десантним полком Люфтваффе. Кавалер Лицарського хреста з дубовим листям (1944).

## Біографія
Еріх Пітчонка поступив на військову службу 1 листопада 1924 року до 7-го піхотного полку, який з 1935 року був включений до складу військ Люфтваффе. 1 квітня 1935 року отримав звання лейтенант. З 15 квітня 1937 року проходив службу в штабі 355-ї винищувальної ескадри. 12 лютого 1938 року у званні гауптмана очолив 1-шу роту вартової служби батальйону охорони в Берліні. 1 вересня 1938 року добровольцем поступив до 1-го парашутного полку, й згодом став командиром 9-ї роти полку.
У липні 1939 року Е. Пітчонка призначений командиром 2-го парашутного батальйону 2-го парашутного полку, на чолі якого 10 травня 1940 року десантувався в Голландії під час вторгнення німецького вермахту до Нижніх країн. У квітні 1941 року під час Грецької кампанії вів свій підрозділ у битву за Коринф. 26 березня 1941 року підвищений у майори. Брав участь у десантуванні та боях на грецькому Криті.
З осені 1941 року бився на Східному фронті, на річці Міус, у березні 1942 року під Волховом. На початку 1943 року разом зі своїм батальйоном переведений до новоствореної 2-ї парашутної дивізії.
17 грудня 1943 року став командиром 7-го парашутного полку дивізії. 1 квітня 1944 року підвищений в оберстлейтенанти Люфтваффе.
З травня 1944 року передислокований з полком до Нормандії, де з початком висадки союзних військ бився у битві за Бретань. З серпня керував своїм полком під час облоги союзниками Бреста. 5 вересня та 16 вересня 1944 року нагороджений Лицарським хрестом та дубовим листям до Лицарського хреста відповідно за вміле керівництво військами, мужність і стійкість, виявлені при обороні Бреста. 19 вересня капітулював американським військам та був відправлений до табору військовополонених, звідкіля був звільнений 6 травня 1946 року.